# 警乗
警乗（けいじょう）とは、警備警察が実施する公共交通機関においての警戒活動である。鉄道警察隊が実施する列車においての警戒活動を指す場合が多い。

## 制服での警乗
主に、新幹線で行われており、無賃乗車などの摘発が主である。

## 私服での警乗
主に、在来線・地下鉄で行われており、痴漢やスリなどの摘発が主であり、極秘活動とされている。

## 諸外国の鉄道警乗
諸外国の鉄道においても、日本の警乗に相当する警戒活動が行われている。

### アメリカ合衆国
アムトラック警察
アムトラックの警察部門であるアムトラック警察は、パトロール部門の警戒活動の一環として警乗(on board train)を行っている。
ロサンゼルス郡保安局
ロサンゼルス郡保安官隷下の法執行機関であるロサンゼルス郡保安局には鉄道警察部門があり、LAメトロレールにおいて警乗を行っている。